# Mark Kelly (baixista)
Mark Kelly é um baixista de rock cristão conhecido por ter atuado com a banda Petra durante os anos 80. Kelly ingressou no Petra em 1981 e gravou sete álbuns com a banda até 1987, sendo substituído pelo baixista Ronny Cates.
Em 2010, Mark se reuniu com a formação clássica do Petra para a gravação do álbum Back to the Rock, seguido de uma turnê mundial com a banda.

## Discografia
- (1981) - Never Say Die
- (1982) - More Power to Ya
- (1983) - Not of this World
- (1984) - Beat the System
- (1985) - Captured in Time and Space (CD/DVD)
- (1986) - Back to the Street
- (1987) - This Means War!
- (2010) - Back to the Rock
- (2011) - Back to the Rock Live (CD/DVD)